# Kõrbjärv
Kõrbjärv är en sjö i sydöstra Estland. Den ligger i Põlva kommun i landskapet Põlvamaa, 210 km sydost om huvudstaden Tallinn. 
Kõrbjärv ligger 85 meter över havet och den avvattnas av Orajõgi. Arean är 0,13 kvadratkilometer. Den kallas även Tilsi Kõrbjärv efter den närbelägna byn Tilsi och för att skilja den från andra sjöar med samma namn i Estland. Trakten runt Kõrbjärv består till största delen av jordbruksmark.